# Högmora, Nacka kommun

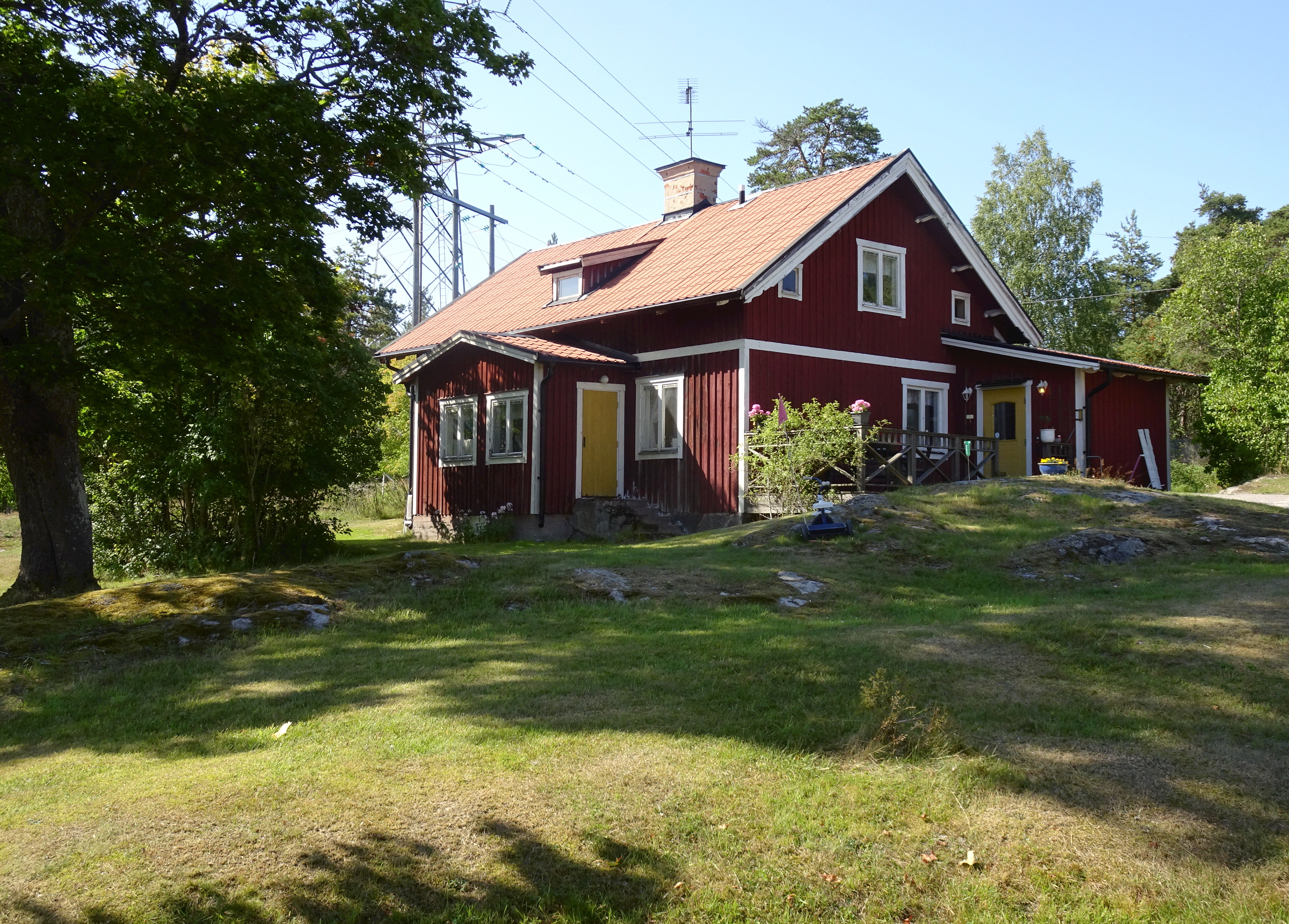
Lilla Högmora, augusti 2017.

Högmora (även Lilla Högmora, tidigare Lilla Oxmora) är en hästgård och ett tidigare dagsverkstorp under Erstavik, beläget i Nacka kommun.

## Historik

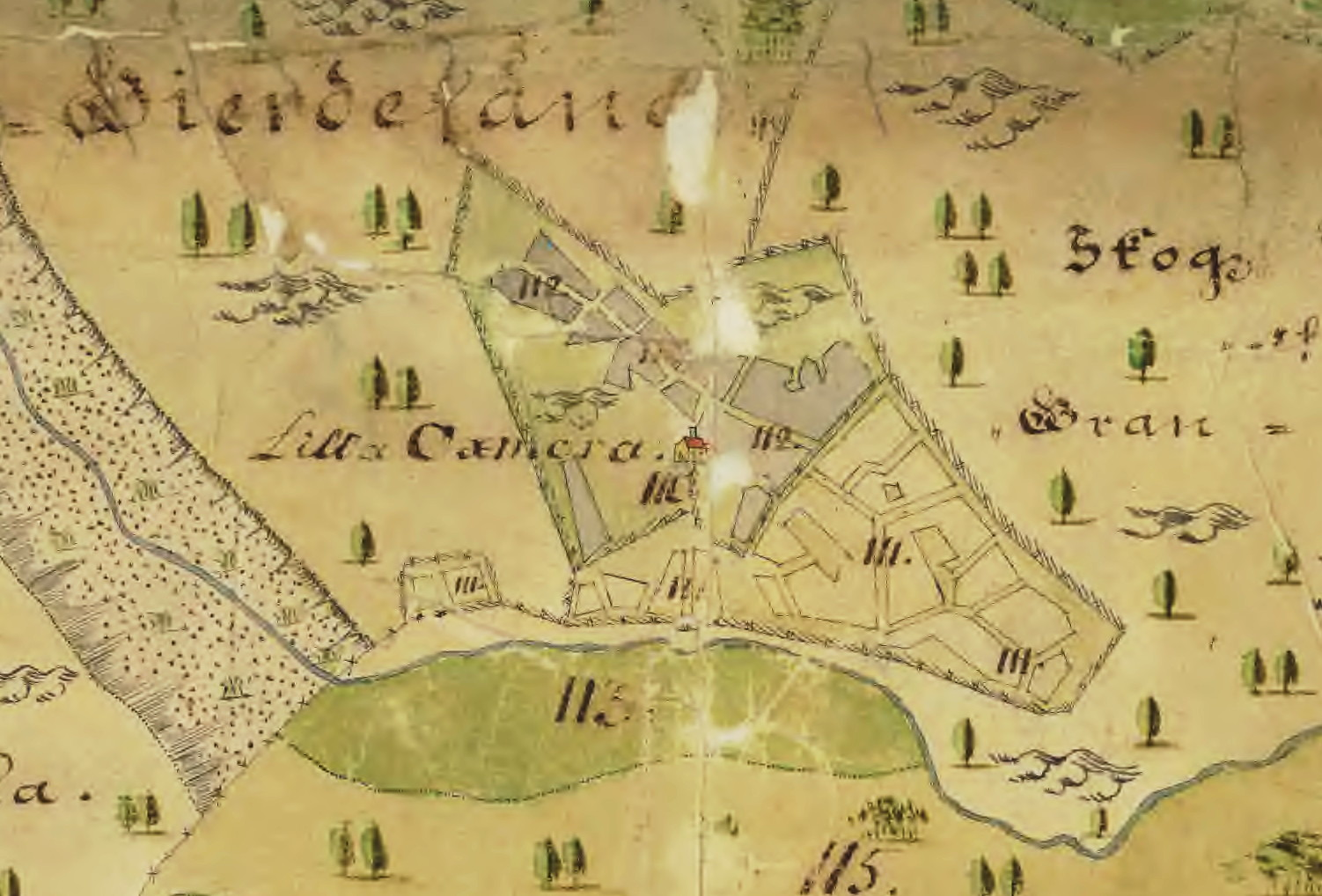
Lilla Oxmora 1722.

Strax norr om Bollmora och bara några hundra meter från gränsen till dagens Tyresö kommun ligger ett av Erstaviks tidigare dagsverkstorp. Högmora har varit bebott sedan 1600-talet. Dagens Högmora redovisas på en karta från 1722 som Lilla Oxmora och brukades då av torparen Oluf Erlandsson. Torpets namn förändrades över tiden, förmodligen på grund av skiftande uttal. Av Oxmora blev Hoxmora och Hogsmora och till slut dagens Högmora. 
På 1800-talet innehades stället under nästan 40 år av torparen Nils Hornberg. Han hade två till tre drängar och lika många pigor. Till gården hörde då en häst, sex kor och fyra får. Vid en husesyn år 1842 framkom att Lilla Högmora var en timrad byggnad bestående av storstuga (vardagsrum med kök), kammare och ett ”kontor”. Övrig bebyggelse bestod av en sjöbod och en timmerbyggnad med loge. 1843 utfördes en ny husesyn där framkom att torparhustrun tvättade även åt andra för att förbättra familjens inkomst. Det var inte tillåtet, ”i anseende till att myckne skog som dervid förödes”. Torparfamiljen fick sluta med att hugga extra ved till tvättgrytan samt att befatta sig med andras tvätt.
På 1930-talet försvann systemet med dagsverke och Lilla Högmora med tillhörande mark arrenderades ut under andra villkor. Till gården hör idag ett stort stall och arrendatorn bedriver hästverksamhet. Det existerade även Stora Högmora (Oxmora), belägen ungefär 500 meter norr om Lilla Högmora. Byggnaderna där revs 1945, men det finns tydliga spår i form av husgrunder. Cirka 750 meter öster om Lilla Högmora ligger det fortfarande bevarade Skomakartorpet.

## Bilder

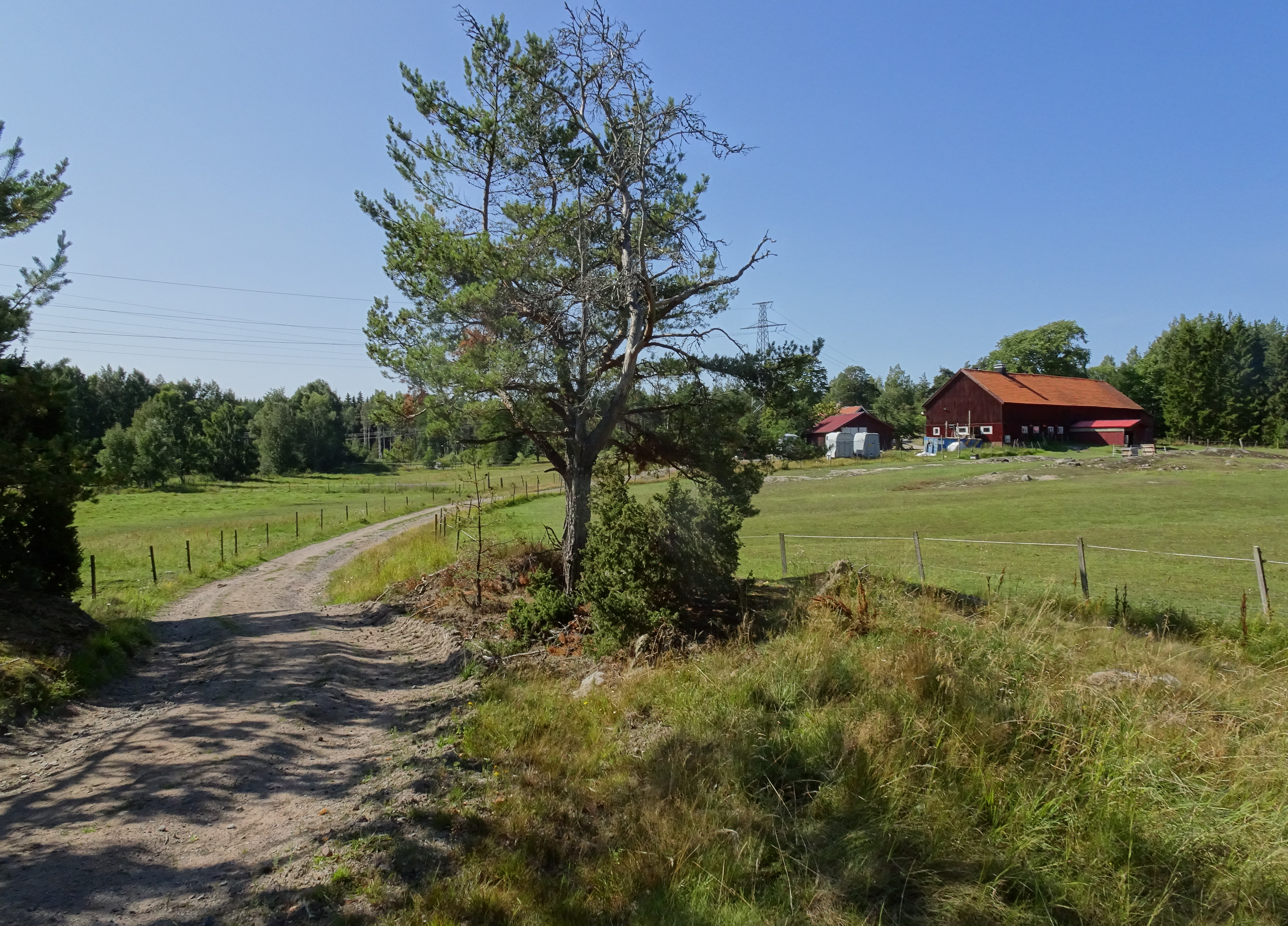
Högmoras kulturlandskap.
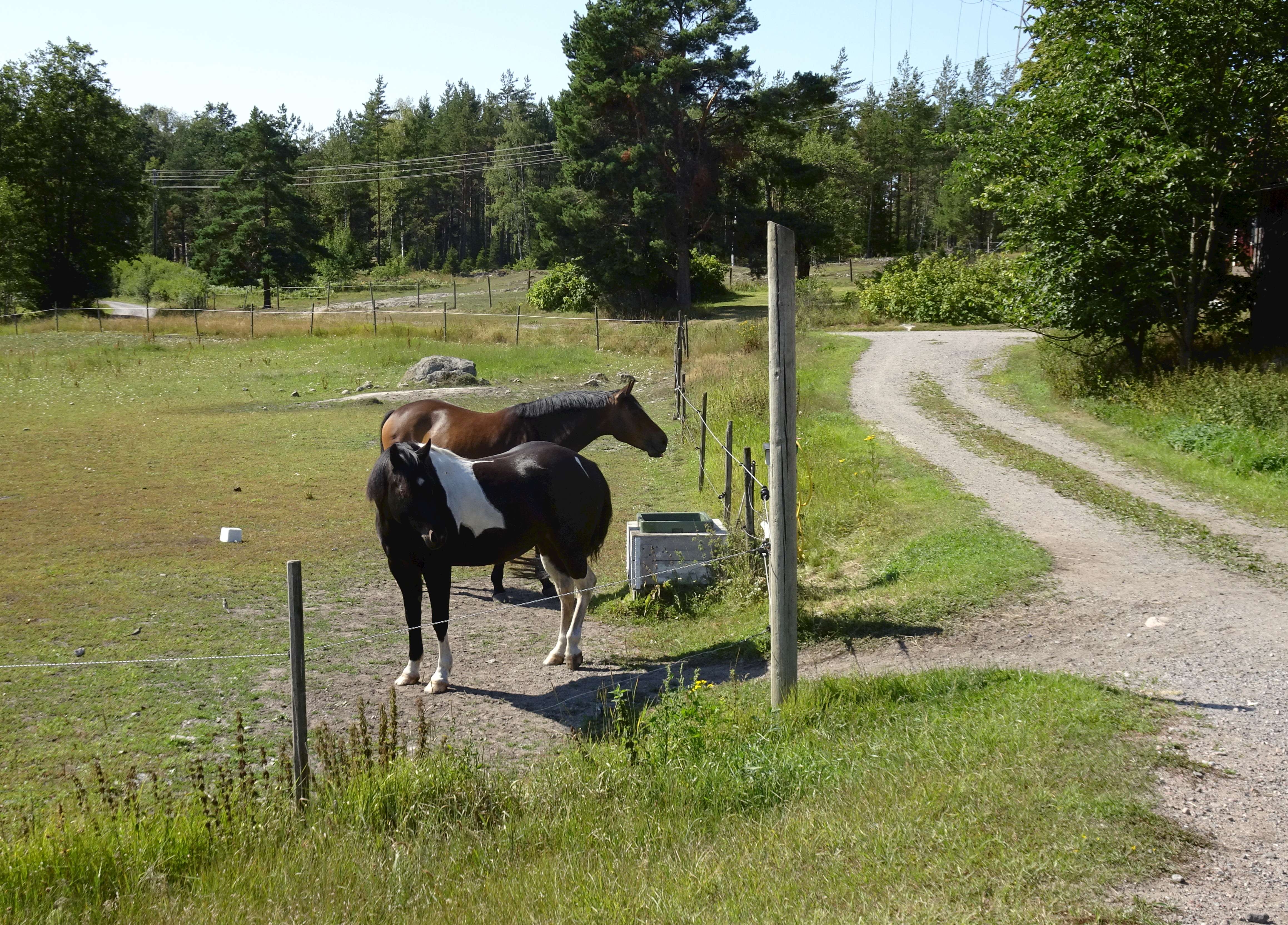
Hästar vid Högmora.
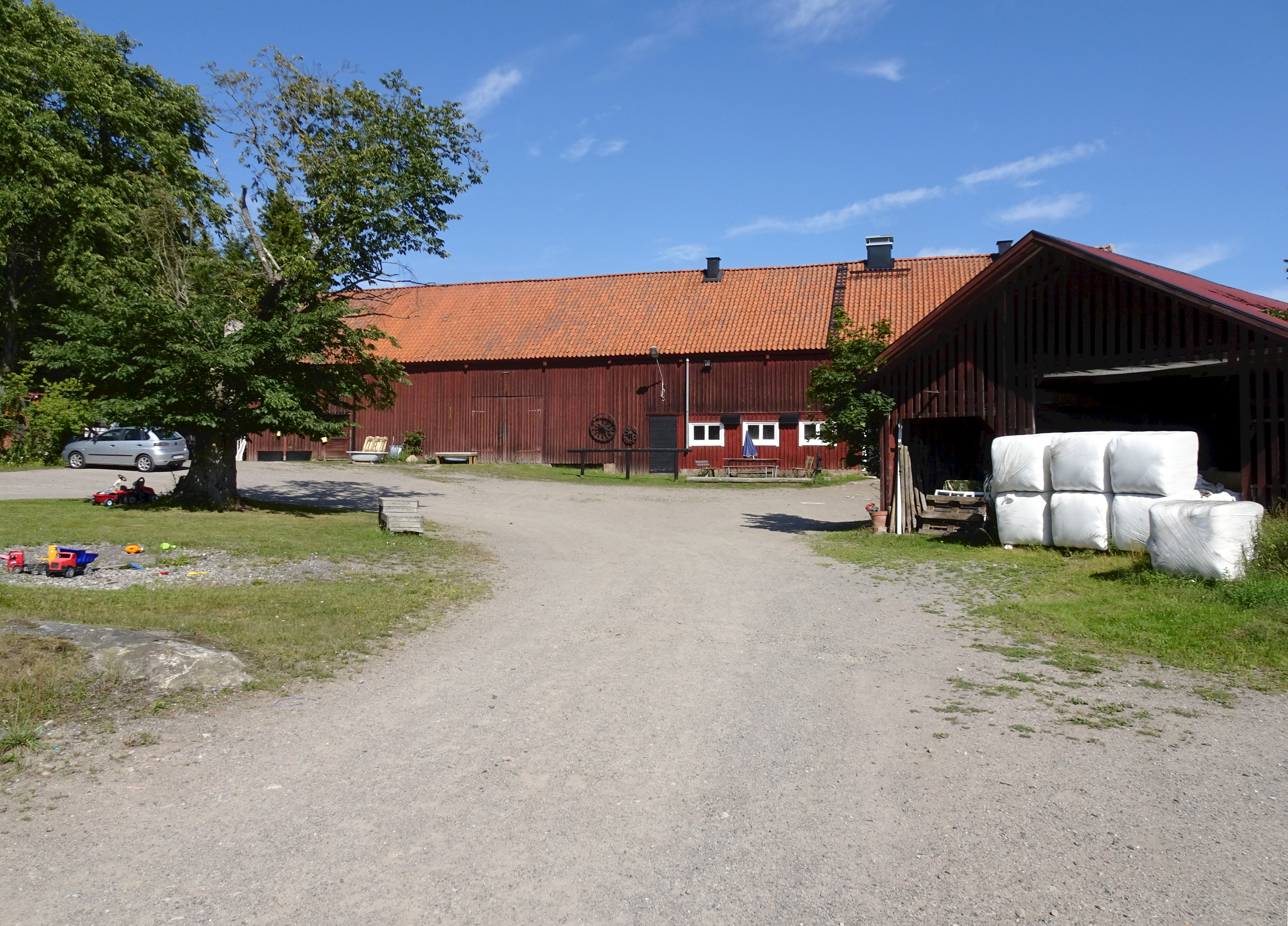
Högmoras stall.
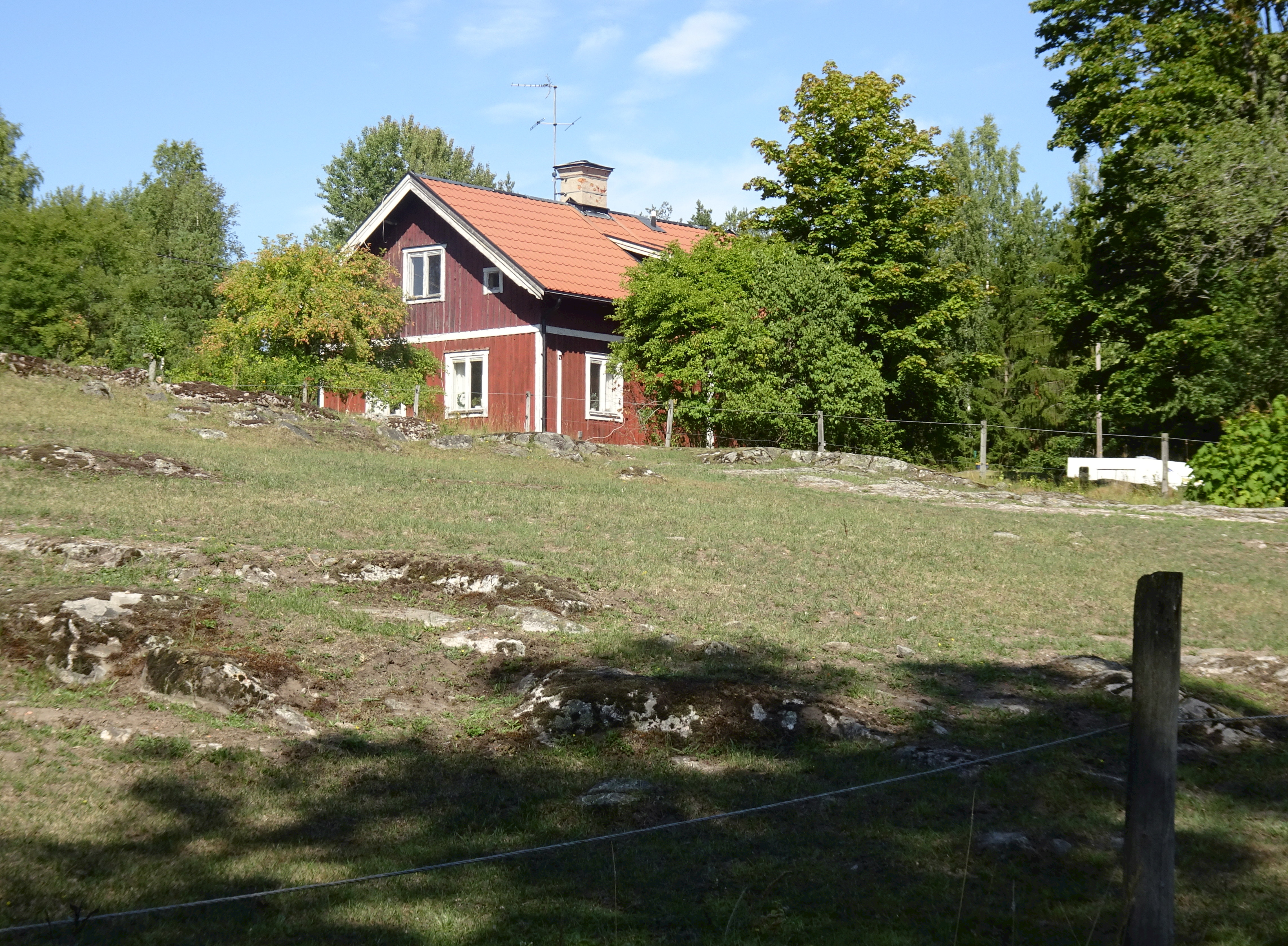
Lilla Högmoras gård.